# Carolyn Pickles
Carolyn Pickles (nacida el 8 de febrero de 1952 en Wakefield, Yorkshire) es una actriz británica con una gran filmografía de series de televisión y también algunas películas.
Apareció en 2011 en la película Harry Potter y las Reliquias de la Muerte: parte 1, interpretando a la profesora de Estudios Muggles de Hogwarts, Charity Burbage.

## Filmografía
| Año  | Título                                             | Personaje       | Notas |
| ---- | -------------------------------------------------- | --------------- | ----- |
| 2010 | Harry Potter y las Reliquias de la Muerte: parte 1 | Charity Burbage |       |